# Shannon Chan-Kent

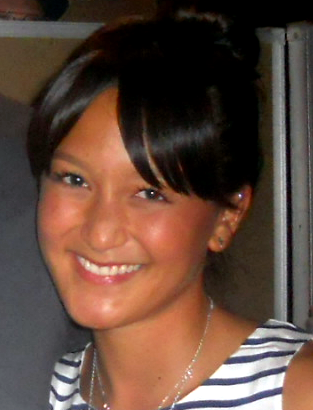
Shannon Chan-Kent (2012)

Shannon Chan-Kent (* 23. September 1988 in Vancouver) ist eine kanadische Synchronsprecherin, Sängerin und Schauspielerin.

## Leben
Shannon Chan-Kent ist seit 2002 als Synchronsprecherin tätig, dabei überwiegend im Bereich Zeichentrick und Animation. sie wirkte bei My Little Pony und Littlest Pet Shop mit. Sie war auch als Schauspielerin in kleinen Nebenrollen zu sehen.

## Filmografie (Auswahl)

### Synchronrollen
- 2003–2004: Simsalabim Sabrina als Margaux
- 2006–2007: Death Note als Misa
- 2006–2008: Pucca als Chief
- 2010–2019: My Little Pony – Freundschaft ist Magie als Smolder und Pinkie Pie (Gesangsstimme)
- 2011–2012: Voltron Force als Larmina
- 2011–2015: Strawberry Shortcake’s Berry Bitty Adventures als Cherry Jam
- 2011–2019: Superbook als Joy Pepper
- 2012–2016: Littlest Pet Shop – Tierisch gute Freunde als Youngmee Song
- 2012–2016: Slugterra als Trixie
- 2015: Jagdfieber 4: Ungebetene Besucher als Rosie
- 2018: Polly Pocket als Lila
- 2013, 2016, 2020–2022: Ninjago als Gayle Gossip und Racer Seven
- seit 2022: Sonic Prime als Amy Rose

### Schauspielerin
- 2009: Spectacular!
- 2018: Parallel
- 2020: Sonic the Hedgehog
- 2021: Another Life
- 2022: A Big Fat Family Christmas